# Lymers FC
Der Lymers Football Club ist ein Fußballverein aus Anguilla mit Sitz in der Hauptstadt The Valley, der derzeit in der Anguilla Football League spielt.

## Geschichte
Der Verein wurde 2018 gegründet und nahm 2019 erstmals an der AFA Football League teil. Im Jahr 2022 erreichte Lymers FC mit dem 4. Platz seine beste Ligaplatzierung. Aufgrund seines Logos wird der Verein auch als Limeros bezeichnet.

## Stadion
Die Heimspielstätte des Vereins ist das Raymond E. Guishard Technical Centre, das Platz für 1100 Zuschauer bietet.